# Rosellinia radiciperda
Rosellinia radiciperda är en svampart som beskrevs av Massee 1898. Rosellinia radiciperda ingår i släktet Rosellinia och familjen kolkärnsvampar.   Inga underarter finns listade i Catalogue of Life.